# Dvigalo Lacerda
Dvigalo Lacerda (portugalsko Elevador Lacerda) je javno mestno dvigalo v Salvadorju v Braziliji, ki povezuje spodnje mesto (Cidade Baixa) z zgornjim mestom (Cidade Alta). Je prvo mestno dvigalo na svetu. 8. decembra 1873, ko so slavnostno odprli prvi stolp, je bilo s 63 metri najvišje dvigalo na svetu. Zgrajeno je bilo med letoma 1869 in 1873; poimenovano je bilo po Antôniu de Lacerdi, direktorju Komercialnega združenja Bahie.Sedanja zgradba iz leta 1930 je visoka 72 metrov. Prevaža ljudi med Praça Cairu v Cidade Baixa in Praça Tomé de Sousa v Cidade Alta. Je ena glavnih turističnih znamenitosti in razglednica mesta. Z vrha njegovih stolpov je pogled na Baía de Todos-os-Santos, Mercado Modelo in v ozadju utrdbo São Marcelo.
Sprva je bilo hidravlično dvigalo; kasneje od leta 1906 deluje na elektriko. Stolpa dvigala sta bila prenovljena leta 1930 v slogu art déco. Dvigalo Lacerda ima dva stolpa, enega, ki prebija kamnito pobočje Ladeire da Montanha, drugega, bolj vidnega, ki gre na raven Cidade Baixa. Zgradba ima štiri dvigala, od katerih vsako prevaža 27 potnikov na 30-sekundni vožnji. 16. januarja 2019 je Elevator podrl rekord enodnevnega potovanja s 33.850 potniki.
IPHAN je 7. decembra 2006 dvigalo uvrstil na seznam zgodovinske dediščine Brazilije.

## Zgodovina
Geomorfologija mesta, dve ravnini, ločeni z velikim klifom, je bila težava med gradnjo Salvadorja in je rasla s širitvijo mesta ter postala izziv, ki ga je bilo treba premagati. Hitra in udobna komunikacija med nivojema je bila v času, ko so prevozi potekali z dvigali in strmimi pobočji, nuja. Vendar pa načrt bahijskega vizionarja Antônia de Lacerde pri snovanju hidravličnega dvigala Conceição - prvo ime dvigala Lacerda - ni bil le povezati spodnji in zgornji del mesta, temveč je bil olajšati prevoz na jug, smer, v katero se je mesto širilo, povezovanje dvigala s tramvaji.
Projekt je nastal v družinskem okolju. Srečanja med njegovim očetom Antôniom Franciscom de Lacerdo, lastnikom številnih posesti, njegovim bratom inženirjem Augustom Fredericom de Lacerdo, njegovo ženo in njegovim tastom so potekala, da bi razpravljali o revolucionarnem načrtu. Dela so se začela 17. oktobra 1869 z uporabo gradbenih materialov, uvoženih iz Velike Britanije, otvoritev pa je potekala 8. decembra 1872. Imel je hidravlični sistem do leta 1906, ko ga je po prenovi elektrificirala Companhia Linha Circular de Carris da Bahia.

### Gradnja in otvoritev
Priložnost za izvedbo projekta se je pojavila, ko je podjetje Antônio de Lacerda & Cia, katerega glavni partner je bil njegov oče, kupilo pravice za gradnjo transportnih linij na pobočju in podjetje je postalo Companhia de Transportes Urbanos. Oprema je bila slovesno odprta tri leta pozneje in dvigalo je postalo popularno znano kot Parafuso. Leta 1896 je bilo uradno ime spremenjeno v Elevador Lacerda v čast ustvarjalcu in gradbeniku Antôniu de Lacerda.
Po otvoritvi je postal glavno prevozno sredstvo med Cidade Alta, kjer je zgodovinsko središče, in Cidade Baixa, krajem, kjer so koncentrirane finančne in komercialne dejavnosti v Salvadorju. V začetni strukturi je bilo treba potnike stehtati posamezno, izračunati skupno težo potnikov, ki jih je treba prepeljati, in seštevati, dokler ni bila dosežena največja varnostna meja. Baron iz Jeremoaba (Cícero Dantas) je zabeležil tehtanje sebe in drugih avtoritet.
Sprva je deloval z dvema kabinama, trenutno pa s štirimi sodobnimi elektrificiranimi kabinami, ki sprejmejo po 32 potnikov, s časom zadrževanja 22 sekund.

## Razširitve
Do sedaj so bile izvedene štiri večje tehnične širitve in pregledi:
- Dvigalo je bilo elektrificirano od julija 1906 do januarja 1907.
- Leta 1930 so dve stari kabini dvigala zamenjali štiri nove, vsaka z zmogljivostjo 27 oseb. Dve od novih kabin sta bili nameščeni v novozgrajenem drugem stolpu zgradbe, ki je vdelan v pobočje gore in štrli iz skale - v nasprotju z bolj vidnim prvim stolpom, ki sega do višine spodnjega mesta.
- V začetku 1980-ih je bil opravljen pregled celotne gradbene konstrukcije.
- Leta 1997 je sledil pregled celotnega električnega in elektronskega sistema.

## V popularni kulturi
»Kdorkoli prispe na trg Cayru / In pogleda navzgor, kaj vidi? / Vidi dvigalo Lacerda / Ki se vzpenja in spušča / To je veren portret Bahie«
— Riachão, Portret Bahie
Leta 1963 je Trio Nordestino izdal svoj prvi album, ki je vseboval posnetek pesmi Retrato da Bahia, ki jo je napisal skladatelj Riachão.
8. decembra 2018 je Google v počastitev 145. obletnice otvoritve objavil priložnostni logotip s podobo dvigala na brazilski različici strani svojega iskalnika.[9]